# Classic Haribo 1996
La Classic Haribo 1996, terza edizione della corsa, si disputò il 22 febbraio 1996 su un percorso di 189 km tra Uzès e Marsiglia. Fu vinta dal francese Laurent Jalabert, che terminò in 4h14'55".

## Ordine d'arrivo (Top 10)
| Pos. | Corridore           | Squadra        | Tempo    |
| ---- | ------------------- | -------------- | -------- |
| 1    | Laurent Jalabert    | ONCE           | 4h14'55" |
| 2    | Gianluca Pianegonda | Team Polti     | a 24"    |
| 3    | Servais Knaven      | TVM            | a 27"    |
| 4    | Laurent Roux        | TVM            | a 57"    |
| 5    | Nicolas Jalabert    | Seine-et-Marne | s.t.     |
| 6    | Jan Ullrich         | Deutsche Tel.  | s.t.     |
| 7    | Christophe Faudot   |                | s.t.     |
| 8    | Laurent Dufaux      | Festina        | s.t.     |
| 9    | Michel Lafis        | Deutsche Tel.  | a 1'00"  |
| 10   | François Simon      | GAN            | a 3'25"  |